# Тинис
Чени (егип. Tnj), Тинис, Тис (др.-греч. Θίνις, Θίς), Тис (лат. This) — древнеегипетский город, располагавшийся в Верхнем Египте на западном берегу Нила. Существовал с конца 4-го тысячелетия до н. э. и до начала 1-го тысячелетия н. э. Современная локализация не установлена, вероятно, находился в окрестностях нынешнего города Гирга (араб. جرجا , DIN Ǧirǧā) в мухафазе Сохаг, АРЕ.
С конца 4-го тысячелетия до н. э. Тинис, вероятно, был столицей небольшого государственного образования, так называемой (египтологами) «Тинитской конфедерации». Важное значение эта конфедерация приобрела к концу додинастического периода, когда подобные объединения соперничали между собой за контроль над Верхним Египтом. В период образования древнеегипетского государства представители правящих династий Тиниса могли быть объединителями страны и её первыми верховными правителями. В династический период Тинис был столицей верхнеегипетского VIII септа Та-ур (в греко-римский период назывался Тинисский ном).

## Название
| V13 · N35 | T14 | G40 | O49 · X1 · Z1 |

| V13 · N35 | T14 | G40 | O49 · X1 · Z1 |

| V13 · N35 | M17 | O49 |

| V13 · N35 | M17 | O49 |

Древние египтяне дали городу название, вероятная огласовка которого «Чени», означающее «возвышенное» (место). Древнегреческое название является грецизированной формой от египетского названия города: Θίνις, Θίς (Тинис, Тис). Римляне переняли греческое наименование города — на латинском языке This (Тис). В период раннего средневековья копты также имели своё наименование города, созвучное с древним — Тин.

## Местоположение
Предположительное местонахождение Тиниса исследователями определяется в окрестностях современного города Гирга, в нескольких километрах к северу от додинастических и раннединастических захоронений другого важного центра нома Та-ур и всего Древнего Египта — Абджу (Абидоса). Долина Нила здесь достаточно широка по обе стороны реки и могла дать удобное место для древнейших поселений. На сегодняшний день обнаружен только некрополь Тиниса на противоположном (восточном) берегу Нила — местность Наг-эд-Дейр.

## История
Согласно Манефону правление I—II династии (ок. XXXI—XXVII вв. до н. э.) в Древнем Египте было связано с городом Чени (Тинис). Древний историк указывает, что Тинис был резиденцией этих династий в течение более чем 400 лет, и это время называется им «Тинисским (Тинитским) периодом». Современные исследования позволяют предположить, что эти полулегендарные династии могли только происходить из Тиниса, а правление страной осуществляли из Инбу-хедж (Мемфис). Также, вероятно, что перемещения центра власти из Тиниса на север в Мемфис, происходило постепенно, и к периоду правления III династии Тинис утратил прежнее политическое значение.